# Kondor (Radsportteam)
Das Team Kondor war ein deutsches Radsportteam.

## Geschichte
Das Team wurde vom Unternehmer Konrad Kotter aus Schechingen in Württemberg gegründet und im Wesentlichen auch finanziert. Sein Betrieb produzierte Rohre und Rahmen für Rennräder sowie auch Kompletträder. In den ersten Jahren wurden die Rahmen aus Italien importiert und in Deutschland verarbeitet und vertrieben, später Rennräder unter dem Namen Kondor verkauft. Kotter war auch Manager der Mannschaft. Kondor bestand 1979 und 1980. Im ersten Jahr verfügte das Team über ein Budget von 200.000 DM. Dazu kam das Sponsoring verschiedener Unternehmen wie Campagnolo, De Alessandro, Cinelli und Everest. 
1981 bis 1983 wurden noch einzelne Fahrer wie Erwin Gaede durch Sponsoring unterstützt, ohne dass eine weitere Teamstruktur bestand.
Die erste Mannschaft 1979 bestand aus sieben deutschen Profis und einem Niederländer. Später kamen weitere Fahrer dazu, auch gab es immer wieder sogenannte Gastfahrer, die nur für bestimmte Rennen engagiert wurden. Da das Team erst gebildet wurde, als die Saison schon lief, fand die Premiere für die neue Mannschaft am 1. Mai 1979 beim Rennen Rund um den Henningerturm statt. Kurz danach startete sie bei der Tour de Suisse und bestritt dort ihre erste Rundfahrt. 1980 wurde das Budget erhöht. Im Frühjahr war die Mannschaft bei Mailand–San Remo und dem Amstel Gold Race am Start. Nachdem die angestrebten Erfolge ausblieben, löste Kotter das Team Ende 1980 auf und gründete das Kotter’s Racing Team als Nachfolger.

## Erfolge
1979
- eine Etappe Tour de Suisse
- eine Etappe Deutschland-Rundfahrt
- Vize-Weltmeisterschaft im Bahnsprint

1980
- Deutsche Meisterschaft Kriterium

## Bekannte ehemalige Fahrer
- Günter Haritz (1979–1980)
- Jürgen Kraft (1980)
- René Savary (1979–1980)
- Horst Schütz (1979–1980)